# Jean Le Mouël
Pour les articles homonymes, voir Le Mouël.
Jean Le Mouël est un acteur français né le 7 juillet 1937 à Lorient.

## Filmographie

### Cinéma
- 1974 : La Merveilleuse Visite de Marcel Carné
- 1975 : Que la fête commence de Bertrand Tavernier
- 1975 : Il pleut toujours où c'est mouillé, de Jean-Daniel Simon : festival de cannes 1974 (quinzaine des réalisateurs)
- 1977 : La Question de Laurent Heynemann : le gardien-chef Barberousse
- 1977 : Le mille-pattes fait des claquettes de Jean Girault
- 1979 : La Gueule de l'autre  de Pierre Tchernia : l'acteur sans costume
- 1980 : Le Cheval d'orgueil de Claude Chabrol
- 1981 : Asphalte de Denis Amar : l'accidenté secourable
- 1981 : Une affaire d'hommes de Nicolas Ribowski : Henri l'ébéniste
- 1983 : Un chien dans un jeu de quilles de Bernard Guillou

### Télévision
- 1966 : En votre âme et conscience, épisode : Le Secret de la mort de monsieur Rémy de Jean Bertho
- 1969 : Le Grand Voyage de Jean Prat
- 1969 : En votre âme et conscience : L'Affaire Fieschi
- 1970 : Les Cousins de la Constance : Jean
- 1971 : Le Miroir 2000 de Jean Couturier & François Villiers : Goyet
- 1972 : La Tête à l'envers
- 1972 : Talleyrand ou Le Sphinx incompris de Jean-Paul Roux : Mirabeau
- 1974 : Air Atlantic 725
- 1975 : Les Renards : Barras
- 1976 : Les Cinq Dernières Minutes, épisode Le collier d'épingles de Claude Loursais : le brigadier Vieille
- 1976 : Les Cinq Dernières Minutes, épisode Le pied à l'étrier de Claude Loursais : le patron de bistrot
- 1976 : Cinéma 16 - téléfilm : Un été à Vallon de Jean-Daniel Simon : M. Butin
- 1977 : Commissaire Moulin, Marée basse
- 1977 : Un juge, un flic, Le Mégalomane
- 1977 : La Grimpe : Raymond
- 1977 : Les Samedis de l'histoire : Henri IV : Jacques Clément
- 1978 : Brigade des mineurs - épisode : Le Mal du pays : l'adjudant de gendarmerie
- 1978 : Désiré Lafarge épisode : Le Printemps de Désiré Lafarge de Jacques Krier : un gendarme
- 1978 : La Ronde de nuit : Jan Cornelizoon
- 1978 : Le Temps d'une République
- 1979 : La Belle Époque de Gaston Couté : Emmanuel Troulet
- 1979 : L'Île aux trente cercueils, feuilleton télévisé de Marcel Cravenne : Le Goff
- 1980 : Le Coq de Bruyère : Perrin
- 1980 : La légion saute sur Kolwezi, de Raoul Coutard
- 1980 : Les Enquêtes du commissaire Maigret, épisode : Le Charretier de la Providence de Marcel Cravenne : l'éclusier de Vitry
- 1982 : Le Voyageur imprudent, de Pierre Tchernia : le lieutenant
- 1982 : La Nuit du général Boulanger : le cuisinier
- 1982 : Maria Vaureil : M. Vaureil
- 1983 : Cinéma 16 - téléfilm : Pas perdus  de Jean-Daniel Simon : le responsable du personnel
- 1984 : Image interdite : le premier assistant
- 1985 : Châteauvallon (série TV)
- 1985 : La Nuit et le Moment : Marcel
- 1986 : Douce France : Michel
- 1986 : Paulette, la pauvre petite milliardaire
- 1988 : Les Enquêtes du commissaire Maigret, épisode : La Vieille Dame de Bayeux, téléfilm de Philippe Laïk
- 1988 : Un château au soleil
- 1990 : S.O.S. disparus : M. Delamare
- 1989 : Les Enquêtes du commissaire Maigret, épisode : Tempête sur la Manche d'Édouard Logereau
- 1991 : Ma vie est un enfer : le pompier
- 1991 : Cas de divorce : Paul Ducas
- 1992 : La Guerre blanche : Ministro francés
- 1992 : L.627 : Aussenac
- 1992 : Escapade à Paris : le gendarme
- 1992 : Betty
- 1993 : La Voisine du dessus Jean
- 1995 : L'Affaire Dreyfus : Juilemier
- 1996 : La Comète
- 1997 : Marion du Faouët : Brizeux
- 1998 : Le Radeau de la Méduse : Reynaud
- 1998 : Louise et les Marchés : un marchand de poisson
- 2003 : Penn sardines